# Sebastián Pérez Kirby
Sebastián Andrés Pérez Kirby (Viña del Mar, 2 de dezembro de 1990) é um futebolista chileno que atua como goleiro. Defende atualmente o Universidad Católica.

## Carreira
Nuñez começou sua carreira profissional no Everton. Estreou profissionalmente em 2010.
Em março 2021, ele foi apresentado como um novo reforço da Universidad Católica. No final de 2021, Universidad Católica foi campeão da Supercopa de Chile 2021 em pênaltis, e mais tarde da instituição também foi coroada tetracampeã do torneio nacional, após vencer as edições 2018, 2019, 2020 e 2021.

## Seleção Nacional
Pérez foi convocado pela primeira vez para defender a seleção principal do Chile em um jogo amistoso contra o México e El Salvador no dia 9 de dezembro e 12 de dezembro de 2021.

## Títulos
Deportes Puerto Montt
- Segunda División Profesional do Chile: 2014-15

Palestino
- Copa Chile: 2018

Universidad Católica
- Campeonato Chileno: 2021
- Supercopa de Chile: 2020, 2021

### Prêmios individuais
- Melhor goleiro da Campeonato Chileno (La Tercera):  2021[5]